# John Cockerill (azienda)
La Cockerill Maintenance & Ingénierie (CMI) è un gruppo industriale del settore meccanico avente la propria sede centrale a Seraing (Belgio), che produce macchine per impianti siderurgici, equipaggiamenti per il recupero del calore prodotto dagli impianti industriali, caldaie, locomotive da manovra e grossa artiglieria.
La società, con la denominazione di Société anonyme John Cockerill, fu fondata nel 1817 da John Cockerill (Haslington Lancashire, 3 agosto 1790 - Varsavia, 19 giugno 1840), un industriale inglese emigrato in Belgio nel 1797.
Dopo avere creata una fonderia John Cockerill, sull'esempio di quanto già fatto da suo padre William Cockerill che aveva fatto fortuna quale costruttore di macchine per l'industria tessile, iniziò l'attività di costruttore meccanico.
Tra il 1817 e il 1840 il complesso si sviluppò rapidamente, comprendendo vari altiforni e fabbriche di motori a vapore, locomotive e loro parti, tutti dislocati nella Provincia di Liegi.
Gli interessi della John Cockerill si estesero includendo diverse miniere di carbone. La società diventò quindi la più grande industria siderurgica europea, essendo anche coinvolta nella costruzione delle ferrovie del Belgio.
A seguito del ritiro e della morte del suo fondatore l'azienda assunse la denominazione di Société anonyme pour l'Exploitation des Etablissements John Cockerill (SA John Cockerill).